# Ernst-August-Straße (Hannover)

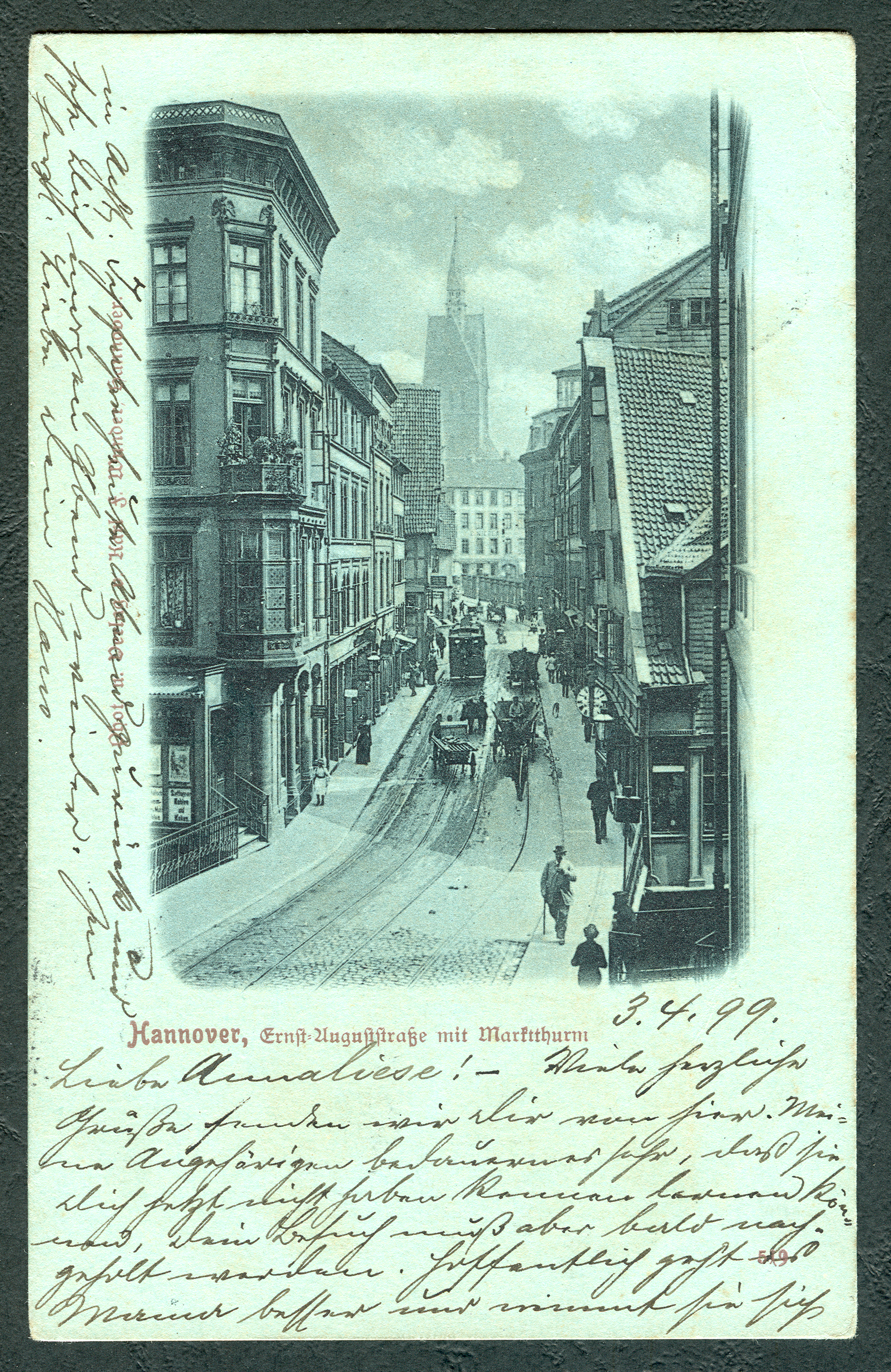
Die verkehrsreiche „Ernst-Auguststraße“ mit einer hannoverschen Straßenbahn und der Marktkirche im Hintergrund, im Vordergrund eine Brücke über den zugeschütteten Arm der ehemaligen Leineinsel Klein-Venedig;
Ansichtskarte Nr. 519 als sogenannte „Mondscheinkarte“ von Karl F. Wunder, um 1898

Ernst-August-Straße in Hannover war der Name einer historisch gewachsenen Straße, die über die ehemalige Leineinsel Klein-Venedig führte. Der Straßenzug mit einigen ehemals denkmalgeschützten Fachwerkhäusern, die zum Teil im 16. Jahrhundert errichtet worden waren, wurde nach den Luftangriffen auf Hannover im Zweiten Weltkrieg und im Zuge der Anlage des Leibnizufers in der Calenberger Neustadt 1956 aufgehoben und Teil der heutigen Schloßstraße, die vom Holzmarkt und am Leineschloss im hannoverschen Stadtteil Mitte vorbei über die Leine zum Leibnizufer führt.

## Geschichte

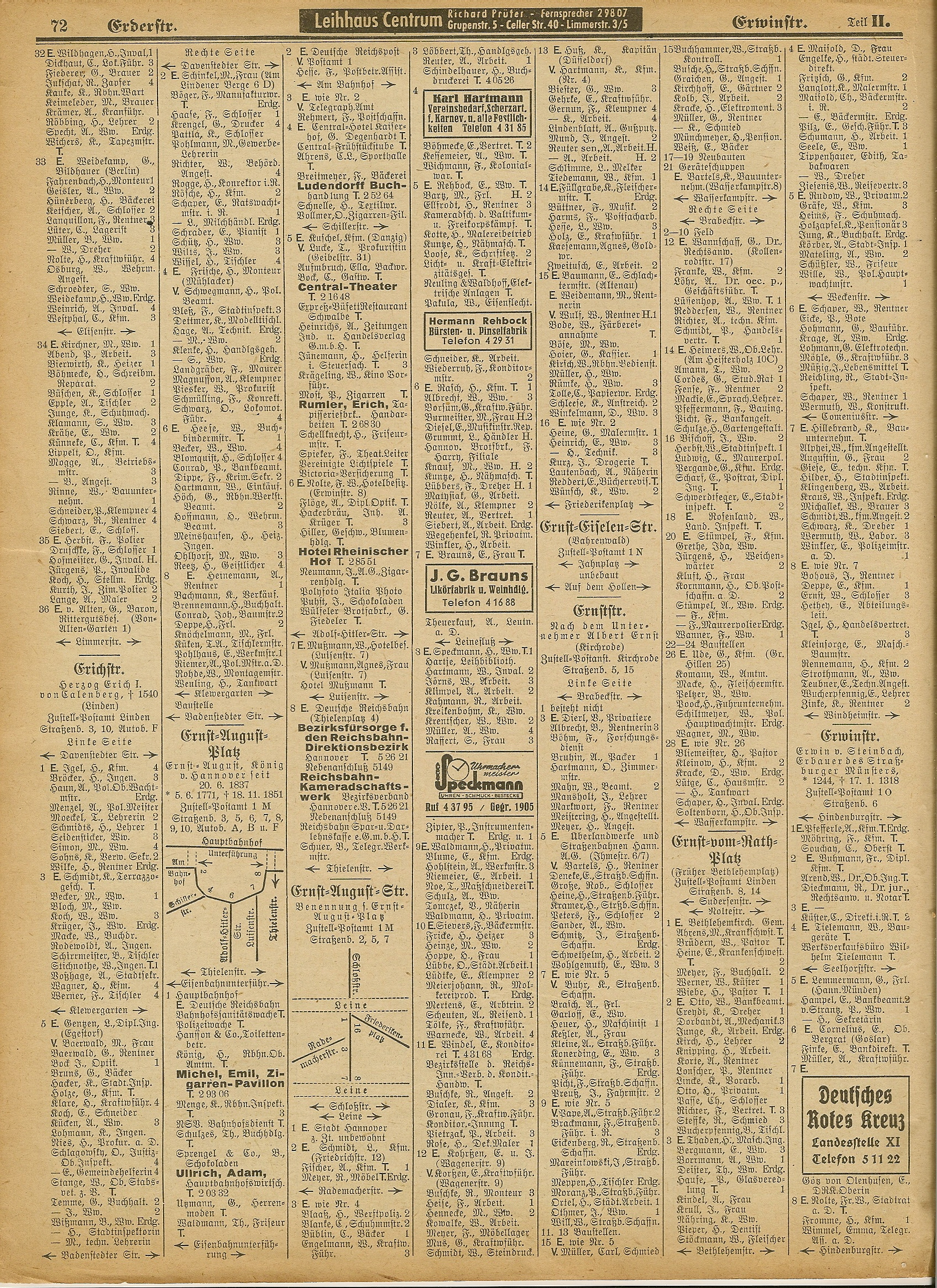
Zur Zeit des Nationalsozialismus und bis in den Zweiten Weltkrieg hinein wohnten in der Straße vor allem zahlreiche Arbeiter;
Seite aus dem Adressbuch der Stadt Hannover von 1942

Die Straße, die anfänglich als Auf der Brücke bekannt geworden war, querte schon um das 14. Jahrhundert die Leine über zwei anfänglich hölzerne Brücken: Die seinerzeit sogenannte „Alte Brücke“ am Leintor und eine über den später zugeschütteten Leinearm zur Calenberger Straße als Teil der alten Stadtbefestigung Hannovers führende Zugbrücke.
1830 wurde der Verkehrsweg Brückstraße benannt. Hier hatte zur Zeit des Königreichs Hannover beispielsweise der städtische Lohgerberamtsmeister Hermann Theophilus Söhlmann das Gebäude mit der Hausnummer 6 für seinen Sohn Johann Christoph erworben, dem das Gebäude als Lohgerberei an der Leine diente.
1845 wurde die Straße nach dem in der Residenzstadt des Königreichs Hannover regierenden König Ernst August in Ernst-August-Straße umbenannt. Ab demselben Jahr wurde die Straße für den Verkehr verbreitert, die Fassaden der bisherigen Gebäude jedoch zum Teil nur zurückversetzt.
So blieb die Substanz von zum Teil mehrere Jahrhunderte alten Gebäude bis in die erste Hälfte des 20. Jahrhunderts erhalten, von denen der Denkmalpfleger Arnold Nöldeke in den 1920er Jahren die Bürgerhäuser mit den Hausnummern 2, 3 (abgebrochen im Jahr 1903), 8 und 10 als Kunstdenkmäler beschrieb.